# Bonaparte al ponte di Arcole
Bonaparte al ponte di Arcole (Bonaparte au pont d'Arcole) è un dipinto di Antoine-Jean Gros che rappresenta un episodio della battaglia del ponte di Arcole. Il generale Bonaparte è raffigurato mentre guida le sue truppe all'assalto del ponte di Arcole.

## Descrizione
Il dipinto presenta il generale Bonaparte che tiene nella mano sinistra la bandiera dell'armata d'Italia. È vestito nell'uniforme blu dei generali della Repubblica con un colletto rosso bordato d'oro, e pantaloni del medesimo colore. Porta un foulard nero che lascia appena vedere il colletto bianco della sua camicia. È cinto da una sciarpa bicolore frangiata d'oro e di un alto cinturone che sostiene anche il fodero della sua spada che si trova invece sguainata nella sua mano destra. Sulla lama vi è la scritta "Bonaparte, Armée d'Italie". Lo sfondo suggerisce alcuni elementi esteriori come un cielo con molte nuvole e fumi che si levano dal campo di battaglia e persino qualche casa.

## Cronologia dell'opera
- Dipinto nel 1796
- Collezione di Napoleone Bonaparte
- Collezione di Napoleone III
- Sequestrato nel 1870
- Restituito all'imperatrice Eugenia nel 1871
- Donato dall'imperatrice Eugenia nel 1879 al Louvre
- Al museo del Louvre (nº d'inventario RF271)
- Al castello di Compiègne nel 1901
- Alla reggia di Versailles nel 1938 (nº d'inventario MV 6314)

## Opere correlate
- Schizzo preparatorio a Parigi al museo del Louvre, fu quello approvato dal Bonaparte per l'esecuzione dell'opera definitiva.
- Altre versioni dell'opera si trovano a:
  - Arenenberg (Svizzera, cantone di Turgovia), musée Napoléon
  - San Pietroburgo, Ermitage

Bonaparte al ponte di Arcole, studio preparatorio dipinto nel 1796 per il ritratto definitivo (Parigi, museo del Louvre), considerato anche come superiore al dipinto definitivo stesso[1].
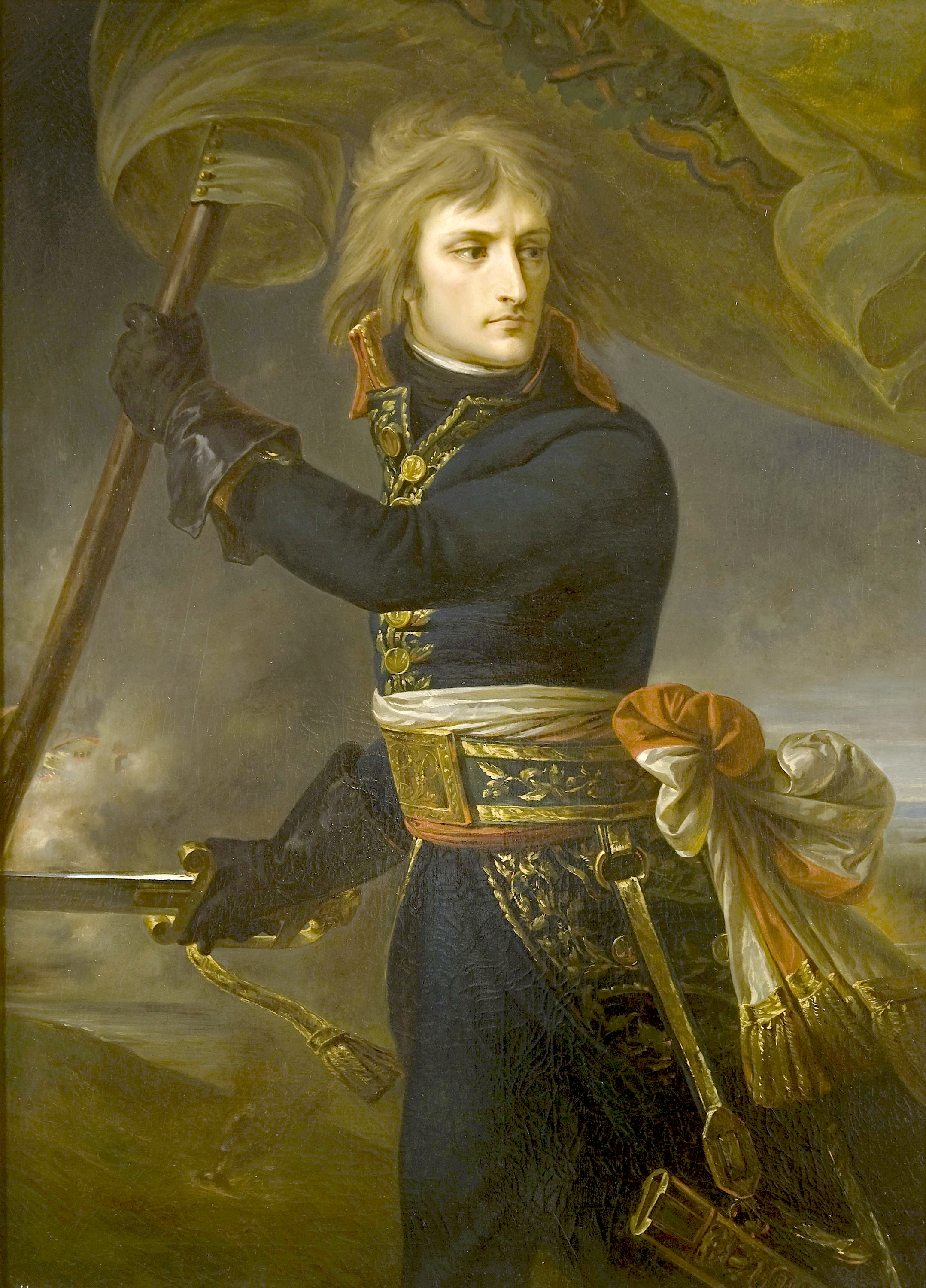
Versione dipinta nel 1796, conservata ad Arenenberg al musée Napoléon.
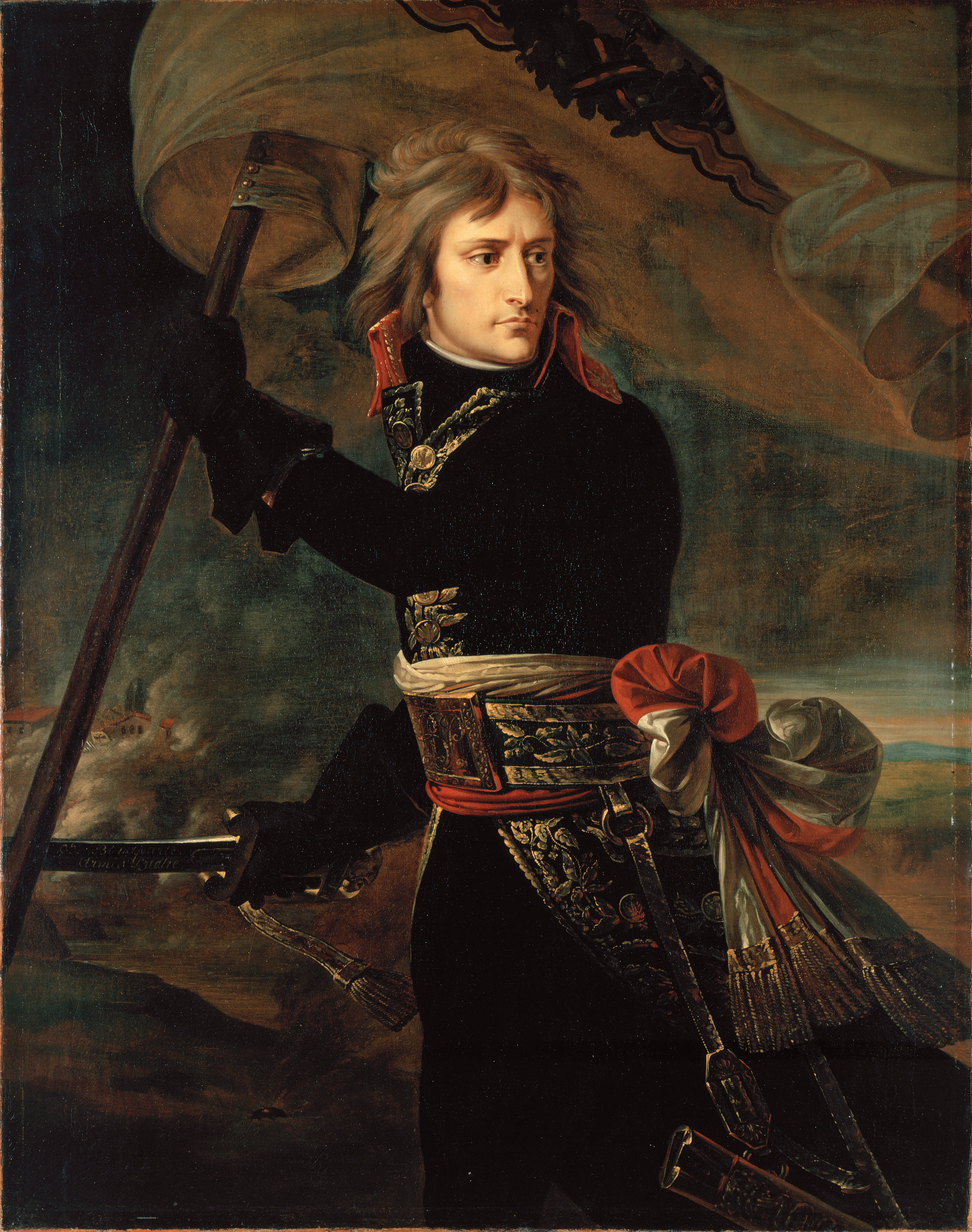
Versione del 1796-1797, conservata a San Pietroburgo all'Ermitage.